# (6322) 1991 CQ
A (6322) 1991 CQ egy marsközeli kisbolygó. Robert H. McNaught fedezte fel 1991. február 10-én.